# Mount Gay
Mount Gay är ett rommärke från Barbados som produceras av Mount Gay Distilleries Ltd. Mount Gay har producerats sedan 1703 och förekommer idag i flera varianter. I sin marknadsföring strävar Mount Gay att koppla ihop sin rom med segling.